# Duvbo (metropolitana di Stoccolma)
Duvbo è una stazione della metropolitana di Stoccolma.
La fermata è situata sul territorio del comune di Sundbyberg nelle vicinanze dell'omonimo quartiere Duvbo, pur non essendo strettamente ubicata al suo interno. È posizionata sul percorso della linea blu T10 della rete metroviaria locale, tra le stazioni Sundbybergs centrum e Rissne.
La sua apertura ufficiale ebbe luogo il 19 agosto 1985, in concomitanza con le altre quattro stazioni posizionate sul percorso della linea T10 nel tratto compreso tra Huvudsta e Rissne.
La piattaforma è collocata tra i 20 e i 35 metri di profondità sotto il livello del suolo. Dispone di una biglietteria, accessibile dal viale Tulegatan. La stazione è stata progettata dall'architetto Per H. Reimers, mentre gli interni presentano contributi artistici dello scultore Gösta Sillén.
L'utilizzo medio quotidiano durante un normale giorno feriale è pari a 3.200 persone circa.

## Tempi di percorrenza
| Linea | Capolinea       | Tempo  | Stazione                               | Tempo              |
| T10   | Hjulsta         | 9 min  | Västra skogen Fridhemsplan T-Centralen | 6 min 9 min 12 min |
| T10   | Kungsträdgården | 15 min | Västra skogen Fridhemsplan T-Centralen | 6 min 9 min 12 min |